# پله (بازیکن فوتبال)
ادسون آرانتس دو ناسیمنتو (به پرتغالی: Edson Arantes do Nascimento؛ ۲۳ اکتبر ۱۹۴۰ – ۲۹ دسامبر ۲۰۲۲) که با نام پله شناخته می‌شود، بازیکن سابق فوتبال اهل برزیل بود که در پست مهاجم بازی می‌کرد. او یکی از بزرگترین بازیکنان تمام ادوار است و از سوی فیفا لقب «برترین» را گرفته است. او یکی از موفق‌ترین و محبوب‌ترین چهره‌های ورزشی قرن بیستم بود. کمیتهٔ بین‌المللی المپیک در سال ۱۹۹۹ میلادی از او به عنوان ورزشکار قرن یاد کرد و نامش از سوی مجلهٔ تایم در فهرست ۱۰۰ شخصیت برجستهٔ قرن بیستم قرار گرفت. پله در سال ۲۰۰۰ میلادی از سوی فدراسیون بین‌المللی تاریخ و آمار فوتبال (IFFHS) به عنوان بازیکن برتر جهان انتخاب شد و همچنین یکی از دو برندهٔ مشترک بازیکن قرن فیفا بود. پله در مجموع ۱۲۸۳ گل در ۱٬۳۶۳ بازی زده است که شامل بازی‌های دوستانه نیز بوده است و این موضوع از سوی رکوردهای جهانی گینس به رسمیت شناخته شده است. او اولین و تنها بازیکنی بود که به ۱۰۰۰ گل در دوران ورزشی خود رسید.         
پله در دوران بازیکنی خود، سه جام جهانی را کسب کرد و رکوردهای بسیاری، از جمله بیشترین گل در تاریخ فوتبال را شکست. از القاب دیگر او «ری» (شاه؛ سلطان) و «پرولا نگرا» (مروارید سیاه) و«g.o.a.t» (بزرگترین تمام دوران)  بودند. او از نظر بسیاری از صاحب‌نظران، بزرگ‌ترین و بهترین بازیکن تاریخ فوتبال شناخته می‌شود. پله در ۱۹۴ مسابقه اروپایی با باشگاه سانتوس در برابر باشگاه های اروپایی در قالب بازی های دوستانه و جام بین قاره ای و جام باشگاه های جهان موفق به زدن ۲۰۵ گل به باشگاه های اروپایی شده است. پله در ۲۱ بازی متوالی موفق به زدن ۳۶ گل شده است. پله به باشگاه کورینتیانس در لیگ برزیل ۴۹ گل زده است. پله در سال ۱۹۵۹ به ناچار چون قانون تعویض در آن زمان وجود نداشت در ۸ بازی به عنوان دروازه بان باشگاه سانتوس موفق به ثبت آمار فقط یک گل خورده شده است. پله در ۳۵ نشریه مختلف فوتبالی و ورزشی در سراسر دنیا به عنوان بهترین بازیکن تاریخ فوتبال انتخاب شده است. همچنین پله موفق به تاثیر گذاری ۶ گل و پاس گل در طول یک بازی شده است. پله در مقابل تیم آرژانتین در ۱۰ بازی موفق به زدن ۸ گل و ۳ پاس گل شده است پله در سال ۱۹۶۳ در جریان یک بازی در مقابل آرژانتین موفق به زدن سه گل و دو پاس گل شده است. پله بین سنین ۱۷ تا ۲۱ سالگی در ۲۳۵ بازی رسمی و دوستانه موفق به ثمر رساندن ۲۸۹ گل رسمی و دوستانه شده و از این حیث رکورد دار در تاریخ فوتبال می باشد. پله در دوران فوتبالش موفق به ثبت ۱۳۱ هتریک رسمی و دوستانه که ۹۲ تای آن رسمی بوده شده است. پله در ۳۲ بازی موفق شده  که در یک بازی چهار گل به ثمر برساند و به اصصلاح پوکر کرده است. پله در ۵ بازی موفق به زدن ۶ گل در یک بازی شده است. هم چنین پله در یک بازی موفق به زدن ۸ گل شده است. پله در جام جهانی ۱۹۷۰ موفق به ثبت ۲۸ موقعیت گل شده است. پله در فینال جام جهانی ۱۹۷۰ در یک بازی موفق به ثبت یک گل و سه پاس گل شده است. پله جز ۱۰۰ مشاهیر برتر قرن و جز ۱۰۰ مشاهیر برتر تاریخ است. در سال ۱۹۷۶ جنگ داخلی نیجریه به خاطر بازی پله و باشگاه سانتوس در کشور نیجریه و به دلیل علاقه مردم به پله به مدت ۴۸ ساعت آتش بس شد. پله در دوران فوتبالش موفق به ثبت ۶۸ دبل پاس گل و ۹ هتریک پاس گل و دو پوکر پاس گل و یک ریپوکر پاس گل شده است. پله در دو فینال جام جهانی یعنی ۱۹۵۸ و ۱۹۷۰ گلزنی کرده است. پله در دو فینال متوالی جام جهانی یعنی ۱۹۵۸ و ۱۹۶۲ قهرمان شده است. پله در سال ۱۹۵۸ با ۱۷ سال سن در رقابت های قهرمانی لیگ پائولیستا در ۳۸ بازی موفق به زدن ۵۸ گل شده و عنوان آقای گلی را کسب نمود. پله مجموعا ۸ مرتبه بیشترین تاثیر گذاری پاس گل را بدون پنالتی در یک فصل باشگاهی انجام داده است. پله در سال ۱۹۵۸ در ۶۸ مسابقه آمار ۹۰ گل و ۳۱ پاس گل و ۱۴ هتریک انجام داده است. پله در ۱۲ بازی متوالی موفق به تاثیر گذاری ۶ گل و پاس گل در جریان یک بازی شده است. پله در تیم ملی فوتبال برزیل در ۹۱ بازی موفق به ثمر رساندن ۷۷ گل و ۵۹ پاس گل شده است. پله در ۱۲ بازی از ۱۴ بازی ممکن خود در جام جهانی که شرکت کرده را موفق به برد شده است‌. پله در تاریخ جام جهانی موفق به ثبت ۸۶ در صد برد با بیش از ده بازی در تاریخ جام جهانی شده است. پله در سال ۱۹۶۱ در یک سال میلادی موفق به ثمر رساندن ۱۱۱ گل رسمی و دوستانه و هم چنین پله در سال ۱۹۶۵ در یک سال میلادی موفق به ثمر رساندن ۱۰۶ گل رسمی و دوستانه در یک سال میلادی شده است. پله با سن ۱۷ سال و ۲۳۹ روز در جام جهانی گلزنی و با سن ۱۷ سال و ۲۴۴ روز در نیمه نهایی جام جهانی هتریک و با سن ۱۷ سال و ۴۹ روز قهرمان جام جهانی و همچنین دو بار در فینال جام جهانی گلزنی کرده است. پله جایزه یک عمر فعالیت و دستاورد های ورزشی و جهانی را در مراسم جایزه دبست دریافت کرد. پله در سال ۱۹۶۵ در ۷۵ مسابقه موفق به ثمر رساندن ۱۰۶ گل و ۵۲ پاس گل شده است. پله در سال ۱۹۵۹ در ۲۲ بازی اول خود در لیگ برزیل ۳۷ گل و همچنین در سال ۱۹۶۱ در ۲۲ بازی اول خود در لیگ ۳۹ گل و همچنین پله در سال ۱۹۶۴ در ۲۱ بازی اول خود در لیگ ۳۴ گل زده است. پله تنها فوتبالیست تاریخ که در یک سال میلادی  بیشتر از ده هتریک رو داشته است. پله برای تیم ملی فوتبال برزیل ۹۵ گل رسمی و دوستانه زده که ۷۷ گل آن رسمی بوده است. پله در دوران فوتبالش موفق به کسب ۶۶ عنوان قهرمانی شده است. پله ۱۱ بار آقای گل لیگ برزیل شده است. پله در سال ۱۹۵۸ موفق به ثمر رساندن ۱۰۰ پاس گل شده است. پله در سن ۱۶ سالگی در ۴۱ بازی موفق به ثمر رساندن ۴۴ گل و ۱۹ پاس گل و همچنین پله در سن ۱۷ سالگی در ۵۰ بازی موفق به ثمر رساندن ۷۲ گل و ۲۰ پاس گل و پله در سن ۱۸ سالگی در ۵۱ بازی موفق به ثمر رساندن ۶۴ گل و ۲۶ پاس گل شده است. پله در سن ۱۶ سالگی تا ۱۸ سالگی مجموعا در ۱۴۲ بازی موفق به ثمر رساندن ۱۸۰ گل و ۶۵ پاس گل شده است. پله در مراحل حذفی جام جهانی موفق به ثبت ۱۳ تاثیر گذاری که شامل ۷ گل و ۶ پاس گل در ۶ بازی شده است. پله در چهار جام جهانی ۱۹۵۸، ۱۹۶۲، ۱۹۶۶، ۱۹۷۰ حضور داشته است. پله در دوران فوتبالش از ابتدا تاکنون در۱۳۶۳ بازی رسمی و دوستانه موفق به ثمر رساندن ۱۲۸۳ گل رسمی و دوستانه، ۶۹۲ پاس گل رسمی و دوستانه و کسب ۶۶ عنوان قهرمانی رسمی و دوستانه شده که این آمار گلزنی پله در کتاب جهانی رکوردها گینس به رسمیت شناخته شده است. پله موفق به ثمر رساندن ۷ گل در ادوار جام باشگاه های جهان شده است. پله در تیم ملی فوتبال برزیل در۱۱۳ بازی موفق به ثمر رساندن ۹۵ گل، ۵۹ پاس گل شده  که ۷۷ گل ان رسمی بوده پله با تیم ملی برزیل موفق به کسب ۹ عنوان قهرمانی شده است. پله در باشگاه نیوریوک کاسموس آمریکا در ۱۰۶ بازی موفق به ثمر رساندن ۶۴ گل و کسب ۱ جام شده است. پله در باشگاه سانتوس برزیل در ۱۱۱۶ بازی رسمی و دوستانه موفق به ثمر رساندن ۱۰۹۱ گل رسمی و دوستانه و ۵۷۳ پاس گل رسمی و دوستانه و ۴۸ عنوان قهرمانی رسمی و دوستانه شده است. پله در دیگر مسابقات دوستانه در ۳۰ بازی موفق به ثمر رساندن ۳۲ گل و کسب ۲ عنوان قهرمانی شده است. پله در سال ۱۹۶۳ به تنهایی رکورد ۵۱/۹ درصد گل های باشگاه سانتوس را به نام خودش ثبت کرده است. پله در دوران فوتبالش موفق به کسب ۶۶ عنوان قهرمانی رسمی و دوستانه شده که ۴۰ عنوان قهرمانی آن رسمی بوده است. پله جایزه سفیر صلح جهانی فیفا را در قرن ۲۰ دریافت کرد. پله در سال ۱۹۹۷ به خاطر فعالیت های بشر دوستانه از دست ملکه الیزابت دوم جایزه افتخاری شوالیه امپراطوری بریتانیا را دریافت کرد. پله در ۱۹ نوامبر ۱۹۷۷ اولین فوتبالیست تاریخ بوده که وارد لیست مشاهیر مارکا شد. پله همچنین دومین فرد در تاریخ بعد از مایکل جردن بوده که وارد لیست مشاهیر مارکا شد. پله ۵۰۰ گل رسمی و دوستانه را قبل از سن ۲۱ سالگی زده است. پله قبل از ۳۱ سالگی در ۶۵۳ مسابقه رسمی و دوستانه موفق به ثمر رساندن ۶۷۶ گل رسمی و دوستانه شده است. همچنین پله در ۵۱۱ بازی رسمی و دوستانه موفق به ثبت ۶۰۰ گل رسمی و دوستانه  شده است. پله موفق به ثمر رساندن ۷۰ گل از روی ضربات ایستگاهی در دوران فوتبال خود شده است. پله در سال ۱۹۵۸ در سن ۱۷ سالگی در ۵۳ مسابقه رسمی در یک سال میلادی موفق به ثمر رساندن ۷۵ گل، ۱۹ پاس گل و ۱۲ هتریک در طول یک سال شده است. پله تا قبل از سن ۱۸ سالگی موفق به ثمر رساندن ۹۸ گل در ۸۱ مسابقه و ۳۱ پاس گل و هم چنین ۱۵ هتریک شده است. هم چنین پله تا قبل از سن ۱۸ سالگی موفق به ثمر رساندن ۵۸ گل در یک دوره (یک سال) در لیگ پائولیستا در سال ۱۹۵۸ شده او هم چنین جوان ترین بازیکنی بوده که در سن ۱۶ سالگی در سال ۱۹۵۷ ۳۶ گل زده و عنوان آقای گل لیگ پائولیستا را کسب کرده است.پله هم چنین تا قبل از رسیدن به سن ۱۸ سالگی دو بار آقای گل لیگ پائولیستا در سال های ۱۹۵۷و ۱۹۵۸ شده او هم چنین در سن ۱۷ سالگی در جام جهانی ۱۹۵۸ موفق به گلزنی در یک چهارم نهایی و هتریک در نیمه نهایی و دو بار در فینال جام جهانی گلزنی کرده است. پله تا قبل از رسیدن به سن ۱۸ سالگی در ۹ بازی اول ملی خود برای تیم ملی برزیل موفق به ثمر رساندن ۱۱ گل و ۴ پاس گل شده که ۶ گل و ۲ پاس گل آن در مراحل حذفی جام جهانی ۱۹۵۸ بوده است. پله در سن ۱۷ سالگی در جام جهانی ۱۹۵۸ موفق به ثمر رساندن ۶ گل شده است. پله در دوران فوتبالش موفق به ثبت ۱۳۱ هتریک رسمی و دوستانه (۹۲هتریک رسمی)، ۱۹۷۵ تاثیر گذاری روی گل و همچنین ۶۹۲ پاس گل رسمی و دوستانه و ۱۱ گل ضربه برگردان شده است. پله در ادوار جام جهانی موفق به ثبت ۱۲ گل و ۱۰ پاس گل شده که هفت پاس گل آن فقط در جام جهانی ۱۹۷۰ بوده است همچنین پله موفق به ثمر رساندن ۳ گل و ۴ پاس گل در فینال های جام جهانی شده است. همچنین پله برای باشگاه فوتبال سانتوس ۶۴۳ گل رسمی به ثمر رسانده با تایید فدراسیون جهانی فوتبال پله در سال ۱۹۵۹ در ۱۰۳ بازی رسمی و دوستانه در یک سال میلادی ۱۲۷ گل به ثمر رسانده است. پله همچنین موفق به ثمر رساندن ۱۲۴ گل با ضربه سر شده است. پله در ۱۱۱۶ بازی رسمی و دوستانه برای باشگاه فوتبال سانتوس موفق به ثمر رساندن ۱۰۹۱ گل رسمی و دوستانه و ۵۷۳ پاس گل رسمی و دوستانه و کسب ۴۴ عنوان قهرمانی رسمی شده است. پله در ۸۳۱ بازی رسمی در دوران فوتبالش موفق به ثمر رساندن ۷۶۷ گل رسمی و ۳۶۹ پاس گل رسمی شده است. پله همچنین ۵ بار موفق به گرفتن کفش طلا شده است. پله در دوران فوتبالش در تمامی فینال ها هم  باشگاهی و هم ملی در ۳۱ بازی موفق به ثبت ۳۱ گل و ۱۹ پاس گل و مجموع ۵۰ و میانگین ۱/۶۱ شده است. همچنین پله در سال ۲۰۰۰ نخستین ورزشکار جهان بوده که تحت عنوان یک عمر فعالیت ورزشی برنده جایزه لاروس از دست نلسون ماندلا شده است. پله در دوران فوتبالش در تورنمنت های مختلف هم ملی و هم باشگاهی ۱۱ بار بهترین گلزن و ۷ بار بهترین پاسور و ۲۰ بار بهترین بازیکن انتخاب شده است. پله در دوران فوتبالش ۹ بار برنده جوایز فرانس فوتبال، ۱۰ بار برنده بیشترین جوایز بین المللی، ۸ بار موفق به کسب بالاترین تعداد گل ها در طول یک سال، با ۲۵ بار فینال ملی و باشگاهی بیشترین ثاتیر گذاری در فینال ها، دارای ۶۰ جام ملی و باشگاهی، ۶ بار برنده بهترین گلزن در تمامی تورنمنت های ملی و باشگاهی (کفش طلا) و همچنین موفق به ثمر رساندن ۴۵ گل در فینال های مختلف ملی و باشگاهی شده است‌. پله در دوران فوتبالش در ۱۳۶۳ بازی رسمی و دوستانه موفق به ثبت ۱۲۸۳ گل رسمی و دوستانه (ثبت در کتاب رکورد ها گینس )، ۶۹۲ پاس گل رسمی و دوستانه، ۱۹۷۵ تاثیر گذاری روی گل و کسب ۶۶ جام رسمی و دوستانه شده است. پله در مجموع موفق به کسب ۳ قهرمانی جام جهانی، ۷ توپ طلا ( ارزیابی و بازنگری مجدد جوایز توپ طلا توسط فرانس فوتبال و فیفا درسال ۲۰۱۶)، ۱۲ کفش طلا، ۲ توپ طلای جام جهانی، ۱۲ بهترین بازیکن سال جهان، ۱ بار بهترین بازیکن قرن بیست فیفا، ۱۷ بار آقای گل لیگ برزیل، ۱۲ بار آقای پاس گل لیگ برزیل، ۱۶ بار بهترین بازیکن سال آمریکای جنوبی، ۱۷ بار بهترین بازیکن لیگ برزیل، ۲ بار بهترین بازیکن لیگ امریکا، ۱ بار بهترین بازیکن تاریخ جهان (فیفا) شده است. مهم ترین قهرمانی ها و افتخارات پله شامل ۳ قهرمانی جام جهانی، ۲ کوپا لیبرتادورس، ۶ لیگ برزیل، ۱۲ لیگ پائولیستا، ۱ لیگ امریکا، ۱ لدسیما، ۲ جام بین قاره ای، ۷ جام حذفی برزیل، ۸ سوپرجام برزیل، ۲سوپر جام کونبول ( آمریکای جنوبی)، ۵ جام جهانی باشگاه ها، ۱ جام حذفی آمریکا، ۲ سوپر جام آمریکا، ۸ پرمانکو برزیل، ۵ جام قهرمانان جهان می باشد. پله در تمام دورانی که فوتبال بازی می‌کرد موفق به بردن توپ طلا نشده بود، در حالی که توپ طلا از سال ۱۹۵۶ اهدا می‌شد (یعنی اولین سال بازی او در تیم سانتوس)؛ چرا که توپ طلا آن موقع تنها به بازیکنان اروپایی داده می‌شد،اما در بازنگری توپ طلا در ۲۰۱۶ مشخص شد که پله هفت بار باید به عنوان بازیکن سال جهان برگزیده میشد و هفت توپ طلا به نام او ثبت شد. مجلهٔ فرانس فوتبال در سال ۱۹۹۹ میلادی در رأی‌گیری از برندگان توپ طلا تا آن سال پله را با ۱۷ رأی به عنوان برترین بازیکن قرن ۲۰ فوتبال انتخاب کرد. وی همچین از طرف کمیتهٔ بین‌المللی المپیک برترین ورزشکار قرن ۲۰ شناخته شد.
وی فوتبال را از سال ۱۹۵۰ میلادی در سن ۱۰ سالگی شروع کرد و در سال ۱۹۵۸ میلادی با این‌که ۱۸ سال بیشتر نداشت، در جام جهانی سوئد جوان‌ترین بازیکن برزیلی شناخته شد و همچنین توانست با گلزنی به افتخارات خویش بیفزاید. او ضمن مهارت بازی به عنوان هافبک یا مهاجم، مهارت کامل بازی با هر دو پا را داشت. تمام‌کننده‌ای قهار بود، دریبل‌زنی بی‌نظیر و پاسوری به یاد ماندنی. او حتی — به عنوان یک فوروارد — تکل‌زن قهاری نیز بود. سرعت، قدرت و دقت شوت او از معروف‌ترین ویژگی‌هایش بودند. او در دوران حرفه‌ای خود در چهار جام جهانی بازی کرد و موفق به کسب ۳ جام جهانی (۱۹۶۲، ۱۹۵۸ و ۱۹۷۰) شد. در جام‌جهانی ۱۹۵۸ سوئد او با ۱۷ سال سن جوان‌ترین بازیکن برزیل بود و موفق شد با گلزنی در فینال برزیل را قهرمان جهان کند. در جام جهانی ۱۹۶۲ در دومین بازی برزیل برابر چکسلواکی مصدوم شد و نتوانست برزیل را در دیدارهای بعدی همراهی کند. در جام جهانی ۱۹۶۶ نیز مصدومیت باعث شد تا تنها در دو بازی برای برزیل بازی کند و برزیل این بار در همان مرحلهٔ گروهی حذف شد؛ ولی در جام جهانی ۱۹۷۰ با قدرت بازگشت و با گلزنی در فینال برابر ایتالیا علاوه بر کسب جام قهرمانی یکی از معدود بازیکنانی شد که در دو فینال جام جهانی گلزنی کرده‌اند. او موفق شد در چهار دورهٔ پیاپی جام جهانی گلزنی کند. 
هنری کیسینجر در مقاله‌ای در سال ۱۹۹۹ در مجلهٔ تایم خاطرنشان کرد که هر دو طرف در جنگ داخلی نیجریه در سال ۱۹۶۷ به مدت ۴۸ ساعت آتش‌بس اعلام کردند تا پله بتواند در پایتخت لاگوس در مسابقه‌ای نمایشی بازی کند.
او تمام دوران فوتبال خود را در باشگاه برزیلی سانتوس بازی کرد و تنها در سال‌های آخر به آمریکا رفت تا برای نیویورک کاسموس بازی کند. بعد از بازنشستگی در ۱۹۷۷ او به عنوان شخصیتی ورزشی فعالیت کرده است و مدتی وزیر ورزش برزیل بوده است؛ و اولین بازیکنی است که از فیفا جایزه افتخاری بهترین بازیکن جهان را دریافت کرده است؛ این اتفاق در سال ۲۰۱۴ میلادی رخ داد که در آن شب که مراسم اهدای توپ طلا بود به صورت افتخاری یک توپ طلا به پله نیز داده شد.
او در تاریخ ۲۹ دسامبر سال ۲۰۲۲ در بیمارستان آلبرت اینشتین شهر سائو پائولو در ۸۲ سالگی درگذشت.

## نام
پله از «بیله» نام دروازه‌بان تیم واسکو دوگاما گرفته شده و ریشه عبری دارد و در این زبان به معنای معجزه است و در زبان پرتغالی معنی شناخته شده‌ای ندارد.

## دوران باشگاهی

### سانتوس

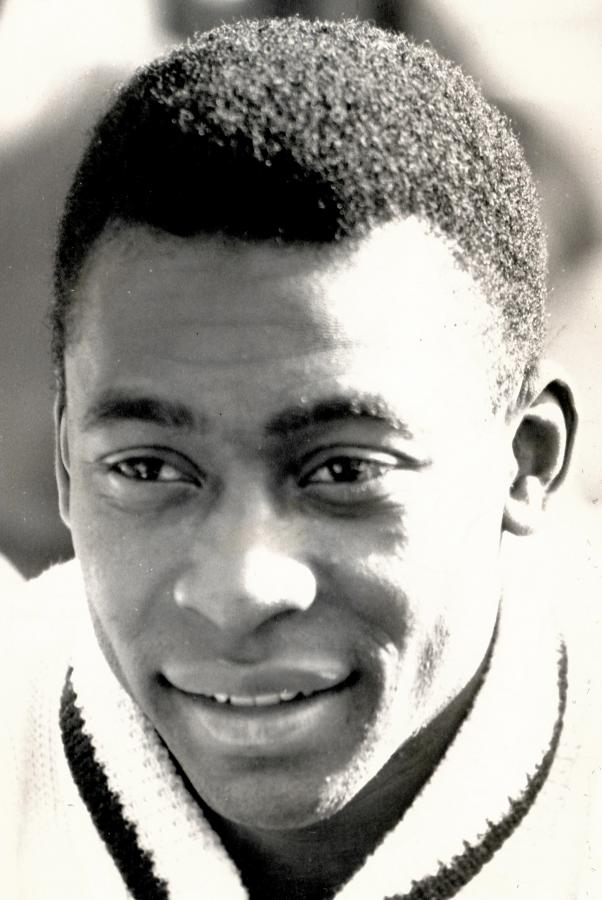
پله در سال ۱۹۶۲، که تا آن زمان به عنوان بهترین بازیکن جهان شناخته می‌شد.

در سال ۱۹۵۶، دی بریتو، پله را به سانتوس، یک شهر صنعتی و بندری واقع در نزدیکی سائوپائولو برد تا برای باشگاه حرفه‌ای سانتوس اف‌سی بازی کند و به مدیران سانتوس گفت که این بازیکن ۱۵ ساله «بزرگ‌ترین بازیکن فوتبال در جهان خواهد بود.» پله، لولا، سرمربی سانتوس را در جریان قراردادش قرار داد و او در ژوئن ۱۹۵۶ قراردادی حرفه‌ای با این باشگاه امضا کرد. پله در رسانه‌های محلی به عنوان یک سوپراستار آینده به شدت معرفی شد. او اولین بازی خود را برای تیم بزرگسالان در ۷ سپتامبر ۱۹۵۷ در سن ۱۵ سالگی مقابل کورینتیانس انجام داد و عملکرد چشمگیری در پیروزی ۷–۱ داشت و اولین گل دوران حرفه‌ای پربار خود را در طول این مسابقه به ثمر رساند.
هنگامی که فصل ۱۹۵۷ شروع شد، پله در تیم اصلی قرار گرفت و در سن ۱۶ سالگی بهترین گلزن لیگ شد. ده ماه پس از عقد قرارداد حرفه‌ای، این نوجوان به تیم ملی برزیل دعوت شد. پس از جام جهانی ۱۹۵۸ و ۱۹۶۲، باشگاه‌های ثروتمند اروپایی مانند رئال مادرید، یوونتوس و منچستر یونایتد تلاش کردند تا او را به خدمت بگیرند. در سال ۱۹۵۸، اینتر میلان حتی موفق شد قراردادی معمولی با او ببندد، اما آنجلو موراتی به درخواست رئیس سانتوس در پی شورش هواداران برزیلی سانتوس مجبور شد قرارداد را پاره کند. والنسیا همچنین توافقی را ترتیب داد که پله را پس از جام جهانی ۱۹۵۸ به باشگاه می‌آورد، اما پس از بازی‌های او در تورنمنت، سانتوس اجازه نداد پله را بفروشد. در سال ۱۹۶۱، دولت برزیل به ریاست کوادروس، پله را به عنوان «گنجینهٔ رسمی ملی» اعلام کرد تا از انتقال او به خارج از کشور جلوگیری کند.

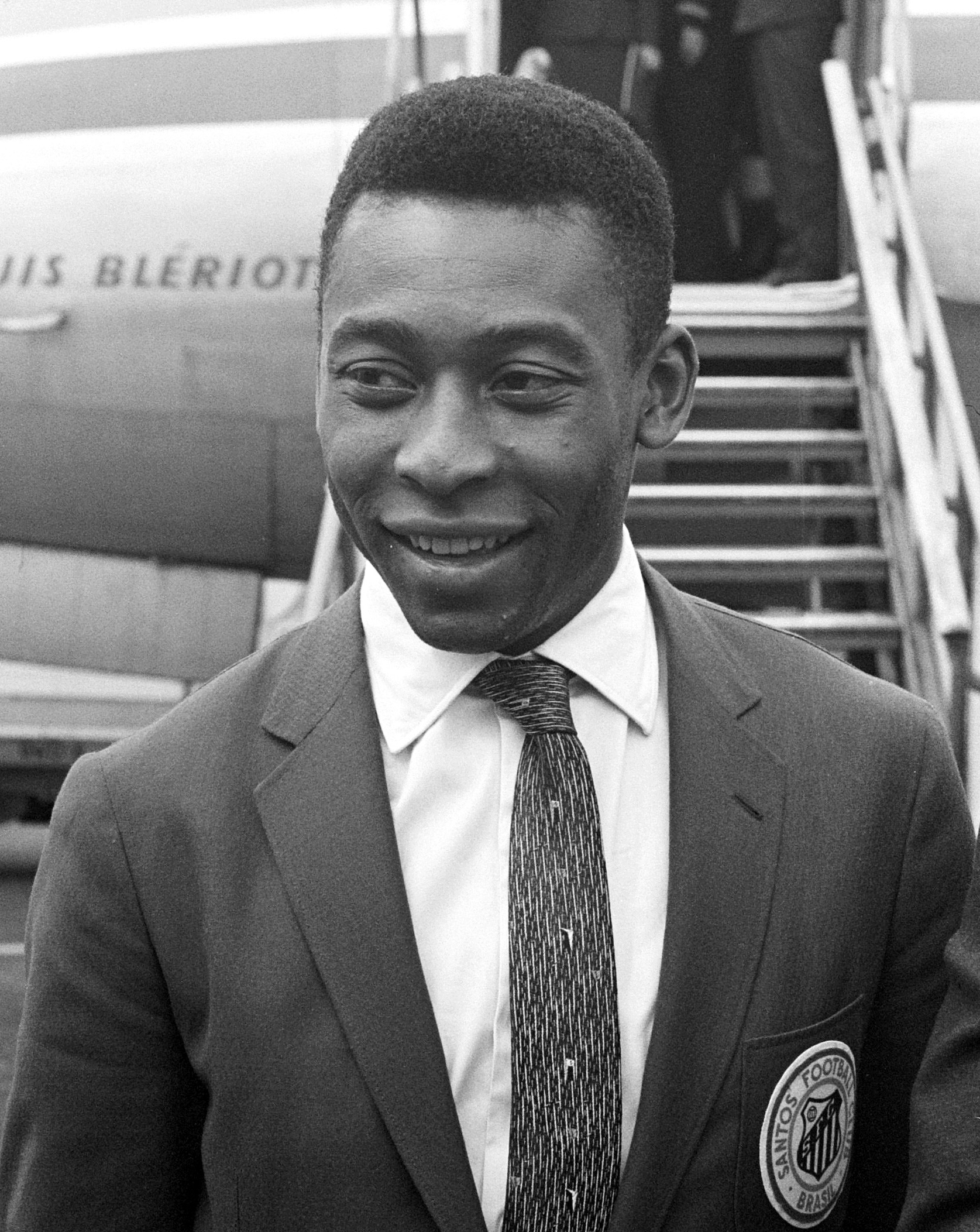
پله با سانتوس در هلند، اکتبر ۱۹۶۲

پله اولین عنوان رسمی خود را با سانتوس در سال ۱۹۵۸ به دست آورد و این تیم در لیگ پائولیستا قهرمان شد. او تورنمنت را به عنوان برترین گلزن، با ۵۸ گل به پایان رساند که این رکورد هنوز پابرجاست. یک سال بعد، او به تیم کمک کرد تا اولین پیروزی خود را در تورنمنت تورنیو ریو سائوپائولو با ۳–۰ مقابل واسکو داگاما کسب کند. با این حال، سانتوس نتوانست عنوان قهرمانی پائولیستا را حفظ کند. در سال ۱۹۶۰، پله ۳۳ گل به ثمر رساند تا به تیمش کمک کند تا جام قهرمانی پائولیستا را دوباره به دست بیاورند اما پس از پایان در ردهٔ هشتم قرار گرفتند و در مسابقات ریو سائوپائولو شکست خوردند. در فصل ۱۹۶۰، پله ۴۷ گل به ثمر رساند و به سانتوس کمک کرد تا قهرمانی پائولیستا را دوباره به دست آورد. این باشگاه در همان سال قهرمان تاچا برزیل شد و باهیا را در فینال شکست داد. پله با ۹ گل بهترین گلزن مسابقات شد. این پیروزی به سانتوس اجازه داد تا در کوپا لیبرتادورس، معتبرترین تورنمنت باشگاهی در نیمکره غربی شرکت کند.

"من به این امید آمدم که جلوی یک مرد بزرگ را بگیرم، اما توسط کسی که در سیارهٔ ما به دنیا نیامده بود، از بین رفتم."

— کاستا پریرا دروازه‌بان بنفیکا پس از باخت مقابل سانتوس در سال ۱۹۶۲.
موفق‌ترین فصل کوپا لیبرتادورس سانتوس در سال ۱۹۶۲ آغاز شد؛ این تیم در گروه یک در کنار سرو پورتنیو و دپورتیوو قرار گرفت و در تمام بازی‌های گروه خود به جز یک برد (تساوی ۱–۱ خارج از خانه در مقابل سرو) پیروز شد. سانتوس در نیمه‌نهایی یونیورسیاد کاتولیکا را شکست داد و در فینال با مدافع عنوان قهرمانی پنارول دیدار کرد. پله در بازی پلی‌آف دو گل به ثمر رساند تا اولین عنوان قهرمانی را برای یک باشگاه برزیلی به‌دست‌آورد. پله با ۴ گل، دومین گلزن برتر رقابت‌ها شد. در همان سال، سانتوس با موفقیت از عنوان قهرمانی پائولیستا (با ۳۷ گل از پله) و از عنوان قهرمانی تاچا برزیل (پله ۴ گل در سری نهایی مقابل بوتافوگو) دفاع کرد. سانتوس همچنین در جام بین قاره‌ای ۱۹۶۲ مقابل بنفیکا پیروز شد. پله با پوشیدن پیراهن شماره ۱۰ خود، یکی از بهترین عملکردهای دوران حرفه‌ای خود را ارائه داد و در لیسبون هت‌تریک کرد و سانتوس ۵–۲ قهرمان شد.

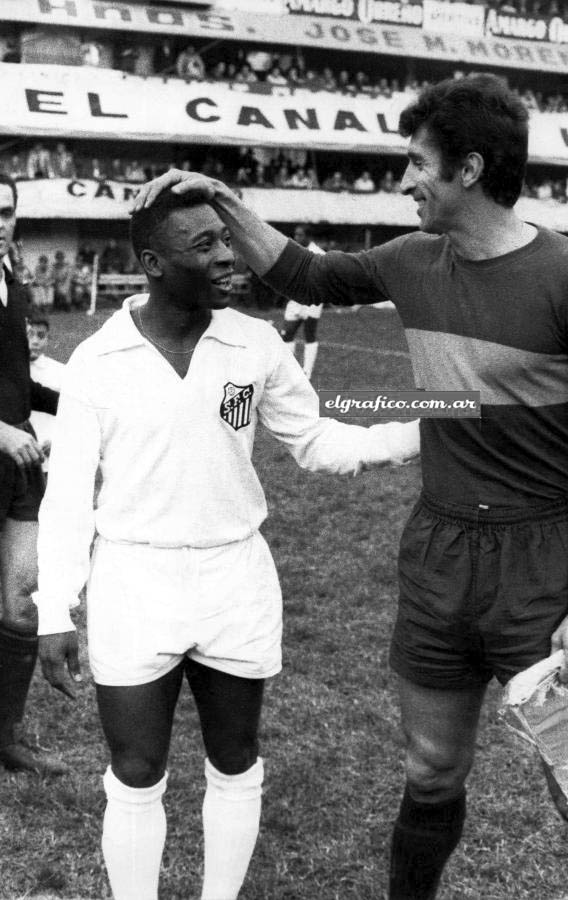
پله و آنتونیو راتین در بازی بوکا جونیورز و سانتوس در فینال کوپا لیبرتادورس.

به عنوان مدافع عنوان قهرمانی، سانتوس به‌طور خودکار به مرحلهٔ نیمه‌نهایی کوپا لیبرتادورس ۱۹۶۳ راه یافت. «باله بلانکو» لقبی بود که پس از پیروزی مقابل بوتافوگو و بوکا جونیورز، توانست این عنوان را حفظ کند به سانتوس برای پله داده شد، پله به سانتوس کمک کرد تا بر تیم بوتافوگو غلبه کند که در آن بزرگان برزیلی مانند گارینشا و جرزینیو حضور داشتند. با گل دقایق پایانی جرزینیو بازی رفت نیمه‌نهایی با نتیجهٔ ۱–۱ به پایان رسید. در بازی برگشت، پله در ورزشگاه ماراکانا هت‌تریک کرد و سانتوس در بازی برگشت با نتیجهٔ ۰–۴ پیروز شد. سانتوس در بازی فینال با پیروزی ۳–۲ در بازی رفت و شکست دادن ۱–۲ بوکا جونیورز در بازی برگشت قهرمان شد. این یک شاهکار نادر در مسابقات رسمی با گل دیگری از پله بود و پله در این مسابقات با ۵ گل‌زده دومین گلزن برتر این دوره از مسابقات شد. سانتوس اولین (و تا امروز) تنها تیم برزیلی بود که کوپا لیبرتادورس را در خاک آرژانتین بالای سر برد. سانتوس پس از کسب مقام سوم، لیگ پائولیستا را از دست داد، اما پس از پیروزی ۰–۳ مقابل فلامینگو در فینال، با یک گل پله، قهرمان تورنمنت ریو سائوپائولو شد. پله همچنین به سانتوس کمک کرد تا مدافع عنوان قهرمانی جام بین قاره‌ای و جام تاچا برزیل را به ترتیب برابر آ.ث. میلان و باهیا حفظ کند.
در کوپا لیبرتادورس ۱۹۶۴، سانتوس در هر دو بازی نیمه‌نهایی توسط ایندیپندنته شکست خورد. این باشگاه قهرمان لیگ پائولیستا شد و پله ۳۴ گل به ثمر رساند. سانتوس همچنین برای چهارمین سال متوالی قهرمان تاچا برزیل شد. در کوپا لیبرتادورس ۱۹۶۵، سانتوس به نیمه‌نهایی رسید و در یک مسابقهٔ مجدد، در فینال ۱۹۶۲ با پنارول دیدار کرد. برخلاف سال ۱۹۶۲، پنارول به برتری رسید و سانتوس را ۲–۱ حذف کرد. پله با ۸ گل، عنوان بهترین گلزن مسابقات را به نام خود کرد. این شروع یک نزول بود زیرا سانتوس نتوانست تورنیو ریو سائوپائولو را حفظ کند. در سال ۱۹۶۶، پله و سانتوس نیز نتوانستند تاچا برزیل را حفظ کنند زیرا گل‌های پله برای جلوگیری از شکست ۹–۴ از کروزیرو (با کاپیتانی توستائو) در فینال کافی نبود. با این حال، این باشگاه در سال‌های ۱۹۶۷، ۱۹۶۸ و ۱۹۶۹ قهرمان پائولیستا شد. در ۱۹ نوامبر ۱۹۶۹، پله هزارمین گل خود را در تمام رقابت‌ها به ثمر رساند. گلی که O Milésimo (هزارمین) نامیده شد، در بازی مقابل واسکو دو گاما، زمانی که پله از روی یک ضربهٔ پنالتی در ورزشگاه ماراکانا گلزنی کرد، رخ داد. پله بیان می‌کند که به یاد ماندنی‌ترین گل او در ورزشگاه روآ جاواری در مسابقه لیگ پائولیستا مقابل رقیب باشگاه اتلتیکو یوونتوس در ۲ اوت ۱۹۵۹ به ثمر رسید. از آنجایی که هیچ فیلم ویدئویی از این مسابقه وجود ندارد، پله درخواست کرد که یک انیمیشن کامپیوتری از این بازی ساخته شود.
در سال ۱۹۶۹، دو جناح درگیر در جنگ داخلی نیجریه با یک آتش‌بس ۴۸ ساعته موافقت کردند تا بتوانند بازی دوستانهٔ پله را در لاگوس تماشا کنند. سانتوس در نهایت با تساوی ۲–۲ مقابل لاگوس استیشنری استورز بازی کرد و پله گل‌های تیمش را به ثمر رساند. جنگ داخلی بعد از این بازی یک سال دیگر ادامه داشت. پله در طول دوران حضورش در سانتوس در کنار بسیاری از بازیکنان با استعداد از جمله زیتو، ژوزه مکیا و کوتینیو بازی کرد. ژوزه مکیا با او در بازی‌های یک یا دو، حملات و گل‌های متعدد همراه بود. ۶۴۳ گل پله برای سانتوس بیشترین گل زده برای یک باشگاه بود تا این‌که در دسامبر ۲۰۲۰ توسط لیونل مسی از بارسلونا شکست.

### نیویورک کاسموس

پله در سال ۱۹۷۳، دو سال قبل از پیوستن به نیویورک کاسموس، در کاخ سفید برای ریچارد نیکسون، رئیس‌جمهور ایالات متحده یک توپ فوتبال امضا کرد.

پس از فصل ۱۹۷۴ (نوزدهمین فصل او با سانتوس)، پله از فوتبال باشگاهی برزیل کناره‌گیری کرد، اگرچه او به بازی کردن برای سانتوس در مسابقات رسمی ادامه داد. یک سال بعد، او از نیمه بازنشستگی خارج شد و با نیویورک کاسموس در لیگ فوتبال آمریکای شمالی (NASL) برای فصل ۱۹۷۵ قرارداد امضا کرد. در یک کنفرانس مطبوعاتی پر هرج و مرج در باشگاه نیویورک کاسموس، کاسموس از پله رونمایی کرد. جان آوریلی سخنگوی رسانه‌ای باشگاه گفت: «ما در آمریکا فوق ستاره‌هایی داشتیم اما هیچ چیز در سطح پله نبود. همه می‌خواستند او را لمس کنند، دستش را بفشارند، با او عکس بگیرند.» اگرچه پله در این مقطع دوران اوج خود را پشت سر گذاشته بود، اما به دلیل افزایش چشمگیر آگاهی عمومی و علاقه به این ورزش در ایالات متحده شناخته شد. او در اولین حضور عمومی خود در بوستون توسط انبوهی از هواداران که او را محاصره کرده بودند مجروح شد و با برانکارد از شلوغی خارج شد.

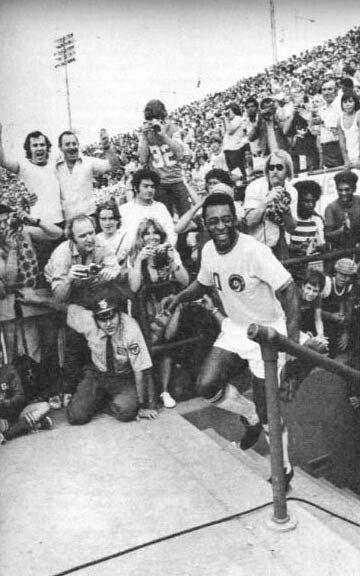
پله در حال ورود به زمین، برای انجام نخستین بازی خود برای کاسموس، ۱۵ ژوئن ۱۹۷۵

پله اولین بازی خود را برای کاسموس در ۱۵ ژوئن ۱۹۷۵ در مقابل دالاس تورنادو در استادیوم داونینگ انجام داد و در تساوی ۲–۲ یک گل به ثمر رساند. پله در را برای بسیاری از ستاره‌های دیگر برای بازی در آمریکای شمالی باز کرد. جورجیو کینالیا به دنبال او به کاسموس رفت، سپس فرانتس بکن باوئر و کارلوس آلبرتو هم‌تیمی سابقش در سانتوس. طی چند سال آینده بازیکنان دیگری از جمله یوهان کرایف، اوزه‌بیو، بابی مور، جورج بست و گوردون بنکس به لیگ آمریکای شمالی آمدند.
در سال ۱۹۷۵، یک هفته قبل از جنگ داخلی لبنان، پله یک بازی دوستانه برای باشگاه لبنانی نجمه در برابر تیمی از ستارگان لیگ برتر لبنان انجام داد و دو گل به ثمر رساند که در آمار رسمی او لحاظ نشده بود. در روز بازی، ۴۰۰۰۰ تماشاگر از صبح زود برای تماشای مسابقه در ورزشگاه حضور داشتند.
پله در سومین و آخرین فصل حضورش در این باشگاه، کاسموس را به جام لیگ ۱۹۷۷ رساند. در ژوئن ۱۹۷۷، کاسموس رکورد ۶۲۳۹۴ هوادار را برای پیروزی ۳–۰ مقابل تامپا بی رودیس با هت‌تریک پلهٔ ۳۷ ساله به ورزشگاه جاینتس جذب کرد. در اولین بازی مرحلهٔ یک‌چهارم نهایی، آن‌ها یک جمعیت رکورددار ایالات متحده با ۷۷۸۹۱ نفر را جذب کردند که به شکست ۸–۳ از فورت لادردیل استرایکرز در ورزشگاه جاینتس تبدیل شد. در بازی دوم نیمه‌نهایی مقابل روچستر لنسرز، کاسموس ۴–۱ پیروز شد. پله فوتبال رسمی خود را در نیویورک کاسموس در دیدار برابر تیم سیاتل ساندرز در استادیوم سیویک در پورتلند، اورگن که به پیروزی ۲–۱ کاسموس انجامید، به پایان رساند.
در ۱ اکتبر ۱۹۷۷، پله کار خود را در یک مسابقهٔ نمایشی بین کاسموس و سانتوس به پایان رساند. تمامی بلیط‌های این مسابقه فروخته شد و بازی در ورزشگاه جاینتز برگزار شد و در ایالات متحده از شبکهٔ جهانی ورزش ای‌بی‌سی و همچنین در سراسر جهان از تلویزیون پخش شد. پدر و همسر پله و همچنین محمد علی کلی و بابی مور هم برای تماشای این مسابقه به ورزشگاه رفتند. قبل از شروع بازی یک پیام به تماشاگران ارائه شد - «عشق مهم‌تر است از هر آنچه در زندگی می‌توانیم داشته باشیم» - پله نیمهٔ اول را با کاسموس و نیمهٔ دوم را با سانتوس بازی کرد. مسابقه با پیروزی ۲–۱ کاسموس به پایان رسید و پله با یک ضربهٔ ایستگاهی ۳۰ قدمی برای کاسموس گلزنی کرد که گل نهایی دوران حرفه‌ای او بود. در نیمهٔ دوم، باران شروع به باریدن کرد و باعث شد که یک روزنامهٔ برزیلی روز بعد با این تیتر منتشر شود: «حتی آسمان هم گریه می‌کرد».

## دوران ملی
در ۷ ژوئیهٔ ۱۹۵۷ پله اولین بازی بین‌المللی خود را در مقابل آرژانتین انجام داد که با شکست ۲–۱ به پایان رسید. در آن بازی، او اولین گل ملی خود را برای برزیل در سن ۱۶ سال و ۹ ماهگی به ثمر رساند و همچنان جوان‌ترین گلزن تیم ملی برزیل است.

### جام جهانی ۱۹۵۸

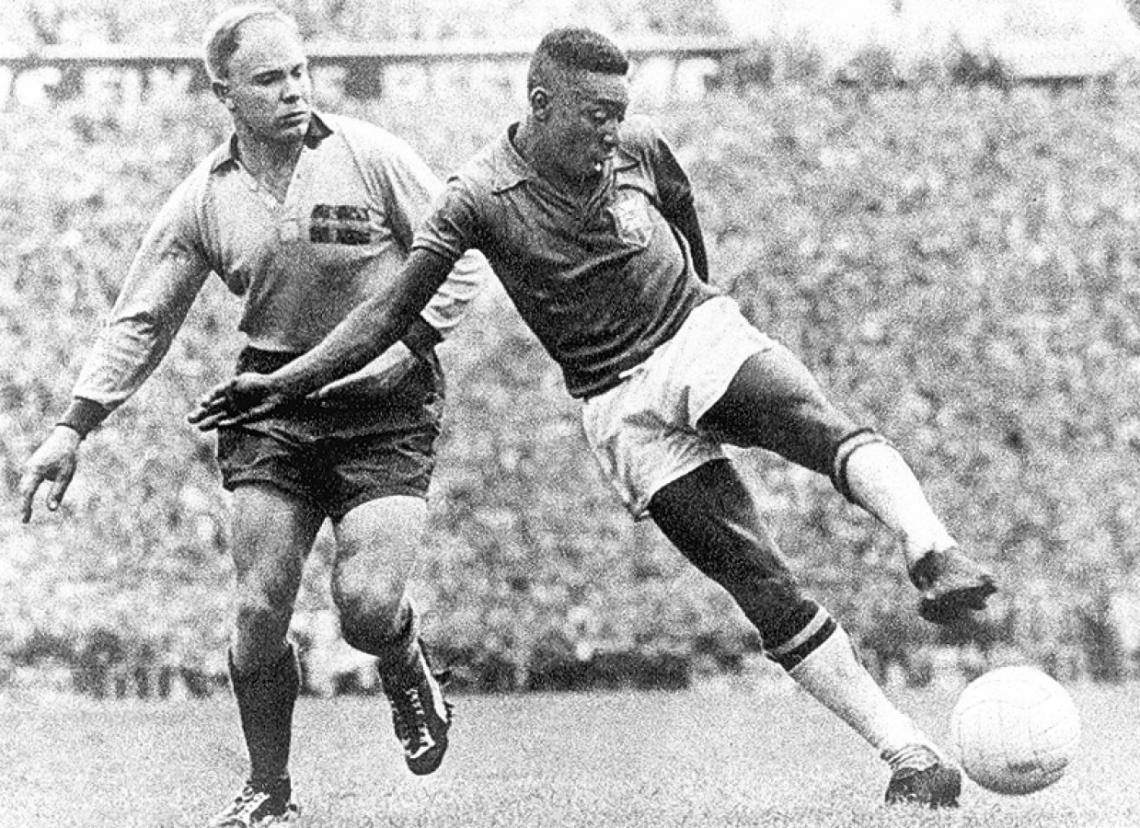
پله در حال بازی برای برزیل مقابل سوئد در فینال جام جهانی ۱۹۵۸

پله با مصدومیت زانو وارد سوئد شد و بعد از بیرون آمدن از اتاق درمان، هم‌بازی‌هایش دور هم جمع شدند و بر انتخاب او اصرار کردند. اولین بازی او در برابر اتحاد جماهیر شوروی در سومین بازی دور اول جام جهانی فوتبال ۱۹۵۸ بود که در آن پاس گل دوم را به واوا داد. او جوان‌ترین بازیکنی بود که تا آن زمان در جام جهانی شرکت کرده بود. برزیل در بازی مقابل فرانسه در نیمه‌نهایی، ۲–۱ پیش بود و پله هت‌تریک کرد و تبدیل به جوان‌ترین بازیکن تاریخ جام جهانی شد که این کار را انجام داده است.

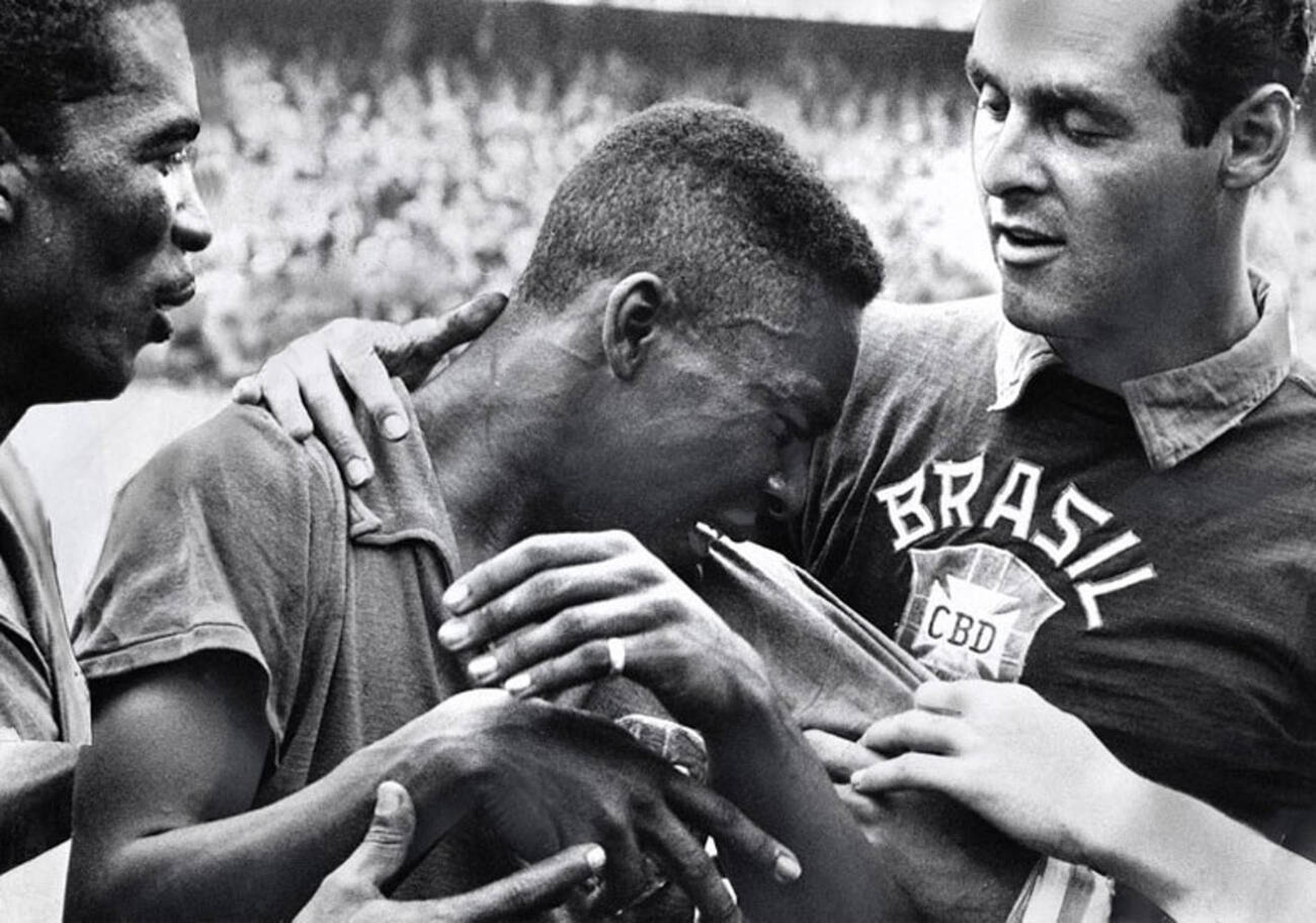
پلهٔ ۱۷ ساله بعد از قهرمانی برزیل در فینال جام جهانی ۱۹۵۸ روی شانهٔ ژیلمار دروازه‌بان گریه می‌کند.

در ۲۹ ژوئن ۱۹۵۸، پله با ۱۷ سال و ۲۴۹ روز به جوان‌ترین بازیکنی تبدیل شد که در فینال جام جهانی بازی کرده است. او در آن فینال دو گل به ثمر رساند و برزیل در استکهلم، سوئد را ۵–۲ شکست داد. پله به تیرک دروازه برخورد کرد و سپس واوا دو گل به ثمر رساند تا برزیل پیش بیفتد. گل اول پله، جایی که او توپ را بر روی یک مدافع پرتاب کرد و سپس به گوشه دروازه شوت کرد، به عنوان یکی از بهترین گل‌های تاریخ جام جهانی انتخاب شد. پس از گل دوم پله، سیگه پارلینی بازیکن سوئدی بعداً اظهار داشت: «وقتی پله گل پنجم را در آن فینال به ثمر رساند، باید صادق باشم و بگویم که دلم می‌خواهد دست بزنم.»
وقتی مسابقه تمام شد، پله در زمین غش کرد و توسط گارینشا دوباره به هوش آمد. او پس از بهبودی، در حالی که هم تیمی‌هایش به او تبریک می‌گفتند، گریست. او مسابقات را با شش گل در چهار مسابقه به پایان رساند، پس از ژوست فونتن به مقام دوم رسید و بهترین بازیکن جوان مسابقات انتخاب شد. تأثیر او در خارج از زمین بیشتر بود، بارنی رونای نوشت: «پسربچه میناس گرایس بدون هیچ چیز جز استعدادی که او را راهنمایی کند، به اولین سوپراستار سیاهپوست ورزشی جهانی تبدیل شد و منبعی از نشاط و الهام واقعی شد.»
در جام جهانی ۱۹۵۸ بود که پله شروع به پوشیدن پیراهنی با شمارهٔ ۱۰ کرد. این رویداد نتیجهٔ بی‌نظمی بود. فدراسیون برزیل شماره پیراهن بازیکنان را اختصاص ندادند و انتخاب شماره به عهدهٔ فیفا بود. پیراهن ۱۰ برای پله که در آن موقعیت بازیکن تعویضی بود زود بود. مطبوعات پله را بزرگ‌ترین بازیکن در جام جهانی ۱۹۵۸ معرفی کردند و همچنین توپ نقره‌ای به مسابقات به عنوان دومین بازیکن برتر مسابقات پس از دیدی به او داده شد.

### کوپا آمریکا ۱۹۵۹
پله همچنین در مسابقات کوپا آمریکا بازی کرد. در مسابقات ۱۹۵۹ او بهترین بازیکن مسابقات انتخاب شد و با ۸ گل بهترین گلزن این مسابقات شد، و برزیل با وجود شکست‌ناپذیری در مسابقات، دوم شد. او در ۵ بازی از ۶ بازی برزیل، از جمله ۲ گل مقابل شیلی و هت‌تریک مقابل پاراگوئه، گلزنی کرد.

### جام جهانی ۱۹۶۲
وقتی جام جهانی ۱۹۶۲ شروع شد، پله بهترین بازیکن جهان بود. در اولین بازی جام جهانی ۱۹۶۲ شیلی، در مقابل مکزیک، پله اولین گل را زد سپس گل دوم را پس از دریبل ۴ مدافع به ثمر رساند تا ۲–۰ بازی به نفع برزیل به پایان برسد. او در بازی بعدی خود هنگام تلاش برای شوت از راه دور مقابل چکسلواکی مصدوم شد. این باعث شد که او از باقی مسابقات دور بماند و مربی آیموره موریرا مجبور به تغییر ترکیب خود در مسابقات شد. بازیکن تعویضی آماریلدو بود که در ادامهٔ مسابقات عملکرد خوبی داشت. با این حال، این گارینشا بود که پس از شکست چکسلواکی در فینال در سانتیاگو، نقش اول را بر عهده گرفت و برزیل را به دومین قهرمانی خود در جام جهانی رساند. در آن زمان، تنها بازیکنانی که در فینال حضور داشتند، واجد شرایط گرفتن مدال بودند، قبل از این‌که مقررات فیفا در سال ۱۹۷۸ تغییر کند و کل تیم را شامل شود و پله در سال ۲۰۰۷ مدال طلا خود را دریافت کرد.

### جام جهانی ۱۹۶۶
پله در جام جهانی ۱۹۶۶ انگلیس مشهورترین فوتبالیست جهان بود و برزیل قهرمانان جهان مانند گارینچا، ژیلمار و دیژالما سانتوس را با اضافه شدن ستارگان دیگری مانند جرزینیو، توستائو و ژرسون به میدان فرستاد که منجر به انتظارات زیادی از آن‌ها شد. برزیل در دور اول حذف شد و تنها سه بازی انجام داد.
پله اولین گل را از روی یک ضربهٔ ایستگاهی مقابل بلغارستان به ثمر رساند و اولین بازیکنی شد که در سه جام جهانی پیاپی موفق به گلزنی شد، اما به دلیل مصدومیتش که در نتیجه خطاهای مداوم بلغارها انجام شد، بازی دوم مقابل مجارستان را از دست داد. برزیل در بازی مقابل مجارستان شکست خورد و پله، اگرچه هنوز در حال بهبودی بود، برای آخرین بازی حساس مقابل پرتغال در گودیسون پارک لیورپول توسط سرمربی برزیلی ویسنته فئولا به بازی بازگردانده شد. فئولا کل دفاع از جمله دروازه‌بان را تغییر داد. در طول بازی، ژوآو مورایس، مدافع پرتغال بر روی پله خطا کرد، اما داور بازی، جورج مک‌کیب او را اخراج نکرد. تصمیمی که به‌طور گذشته‌نگر به عنوان یکی از بدترین اشتباهات داوری در تاریخ جام جهانی تلقی میًݐهخشود. پله مجبور شد تا پایان بازی لنگ‌لنگان در زمین بماند زیرا در آن زمان اجازهٔ تعویض نداشتند. برزیل در دیدار مقابل پرتغال با کاپیتانی اوزه‌بیو شکست خورد و در نتیجه از مسابقات حذف شد.

### جام جهانی ۱۹۷۰

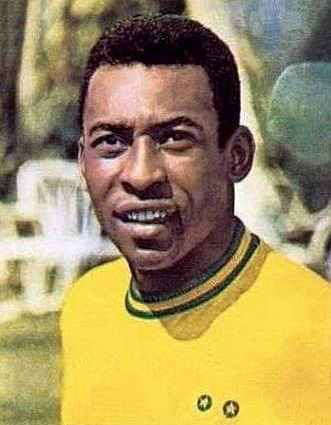
پله در جام جهانی ۱۹۷۰

پله در اوایل سال ۱۹۶۹ به تیم ملی برزیل دعوت شد، او ابتدا نپذیرفت، اما سپس پذیرفت و در ۶ بازی مقدماتی جام جهانی بازی کرد و ۶ گل به ثمر رساند. انتظار می‌رفت جام جهانی ۱۹۷۰ مکزیک آخرین جام جهانی پله باشد. تیم برزیل برای این مسابقات تغییرات عمده‌ای در ترکیب خود نسبت به تیم ۱۹۶۶ داشت. بازیکنانی مانند گارینشا، نیلتون سانتوس، والدیر پریرا، جالما سانتوس و گیلمار قبلاً بازنشسته شده بودند. با این حال، تیم برزیل در جام جهانی ۱۹۷۰، که شامل بازیکنانی مانند پله، ریولینو، جرزینیو، ژرسون، کارلوس آلبرتو تورس، توستائو و کلودالدو بود، اغلب به عنوان بهترین تیم فوتبال در تاریخ در نظر گرفته می‌شود.
پنج بازیکن برجسته شامل جرزینیو، پله، ژرسون، توستائو و ریولینو با هم یک حرکت تهاجمی ایجاد کردند و پله نقشی مرکزی در راه برزیل به فینال داشت. تمام بازی‌های برزیل در این مسابقات (به جز فینال) در گوادالاخارا برگزار شد و در اولین بازی مقابل چکسلواکی، پله با کنترل پاس بلند ژرسون با سینه و سپس گلزنی، برزیل را ۲–۱ جلو انداخت. برزیل در بازی با چکسلواکی با نتیجهٔ ۴–۱ پیروز شد. در نیمهٔ اول بازی مقابل انگلستان، پله با ضربهٔ سر نزدیک بود به گل برسد که گوردون بنکس دروازه‌بان انگلستان توپ را دفع کرد. پله به یاد می‌آورد که وقتی توپ را با ضربهٔ سر می‌زد، فریاد می‌زد «گل». اغلب از آن با عنوان «نجات قرن» یاد می‌شد. در نهایت این بازی با تک‌گل جرزینیو به نفع برزیل به پایان رسید.
در مقابل رومانی، پله دو گل به ثمر رساند که شامل یک ضربهٔ ایستگاهی ۲۰ قدمی بود و برزیل ۲–۱ پیروز شد. در مرحلهٔ یک‌چهارم نهایی مقابل پرو، برزیل ۴–۲ پیروز شد و پله به توستائو برای گل سوم برزیل پاس گل داد. در نیمه‌نهایی، برزیل برای اولین بار از بازی دور نهایی جام جهانی ۱۹۵۰ به مصاف اروگوئه رفت. جرزینیو برزیل را ۲–۱ جلو انداخت و پله به ریولینو پاس گل داد تا او بازی را ۳–۱ کند. در آن مسابقه پله یکی از بهترین عملکردهای خود را انجام داد. توستائو توپی را برای پله پاس داد تا توپ را جمع کند که لادیسلائو مازورکیویش دروازه‌بان اروگوئه متوجه شد و از خط خود جابه‌جا شد تا توپ را قبل از پله به‌دست‌آورد. با این حال، پله ابتدا به توپ رسید و مازورکیویش را بدون تماس با توپ با یک ظاهرسازی فریب داد و باعث شد توپ به سمت چپ دروازه‌بان بغلتد، درحالی‌که پله به سمت راست دروازه‌بان رفت. پله دور دروازه‌بان دوید تا توپ را پس بگیرد و در حالی که به سمت دروازه می‌چرخید یک شوت زد، اما هنگام شوت، او بیش از حد چرخید و توپ با فاصلهٔ کمی از تیرک به بیرون رفت.
برزیل در فینال در ورزشگاه آزتکا در مکزیکوسیتی به مصاف ایتالیا رفت. پله پس از پرش تارچیسیو بورنیک مدافع ایتالیایی، گل ابتدایی را با ضربهٔ سر به ثمر رساند. صدمین گل برزیل در جام جهانی، پرش شادی پله در آغوش هم‌تیمی خود جرزینیو در شادی پس از این گل به‌عنوان یکی از نمادین‌ترین لحظات تاریخ جام جهانی تلقی می‌شود. او سپس برای گل سوم برزیل که توسط جرزینیو به ثمر رسید و گل چهارم توسط کارلوس آلبرتو به پایان رسید، پاس گل داد. گل آخر بازی اغلب به عنوان بهترین گل تیمی در تمام دوران در نظر گرفته می‌شود، زیرا همه بازیکنان تیم به جز دو نفر از بازیکنان بیرونی تیم در آن حضور داشتند. بازی پس از پاس کور پله که به مسیر دویدن کارلوس آلبرتو رفت، به اوج خود رسید. او از پشت می‌دوید و ضربه‌ای به توپ زد تا گل بزند. برزیل در این مسابقه ۴–۱ پیروز شد و جام جهانی را برای همیشه حفظ کرد و پله توپ طلا را به عنوان بازیکن مسابقات دریافت کرد. به نقل از بورگنیچ، که عکسی از پله را در فینال نشان داد، گفت: «قبل از بازی به خودم گفتم، او هم مانند بقیه از پوست و استخوان ساخته شده است - اما اشتباه کردم.» پله از نظر گل‌ها و پاس گل‌های خود در جام جهانی ۱۹۷۰، مستقیماً مسئول ۵۳ درصد گل‌های برزیل در طول مسابقات بود.
آخرین بازی بین‌المللی پله در ۱۸ ژوئیهٔ ۱۹۷۱ برابر یوگسلاوی در ریو دو ژانیرو بود. با حضور پله در زمین، عملکرد تیم برزیل ۶۷ برد، ۱۴ تساوی و ۱۱ باخت بود. برزیل هرگز در مسابقه‌ای که همزمان پله و گارینشا در میدان بودند، شکست نخورد.
۷۷ گل پله (در ۹۲ بازی) برای برزیل باعث شد که او رکورد بهترین گلزن تیم ملی برزیل را برای بیش از ۵۰ سال حفظ کند تا این‌که این رکورد در سپتامبر ۲۰۲۳ توسط نیمار (در صد و بیست و پنجمین بازی ملی خود) شکسته شد.

## سبکِ بازی
کامل ترین بازیکن تاریخ 

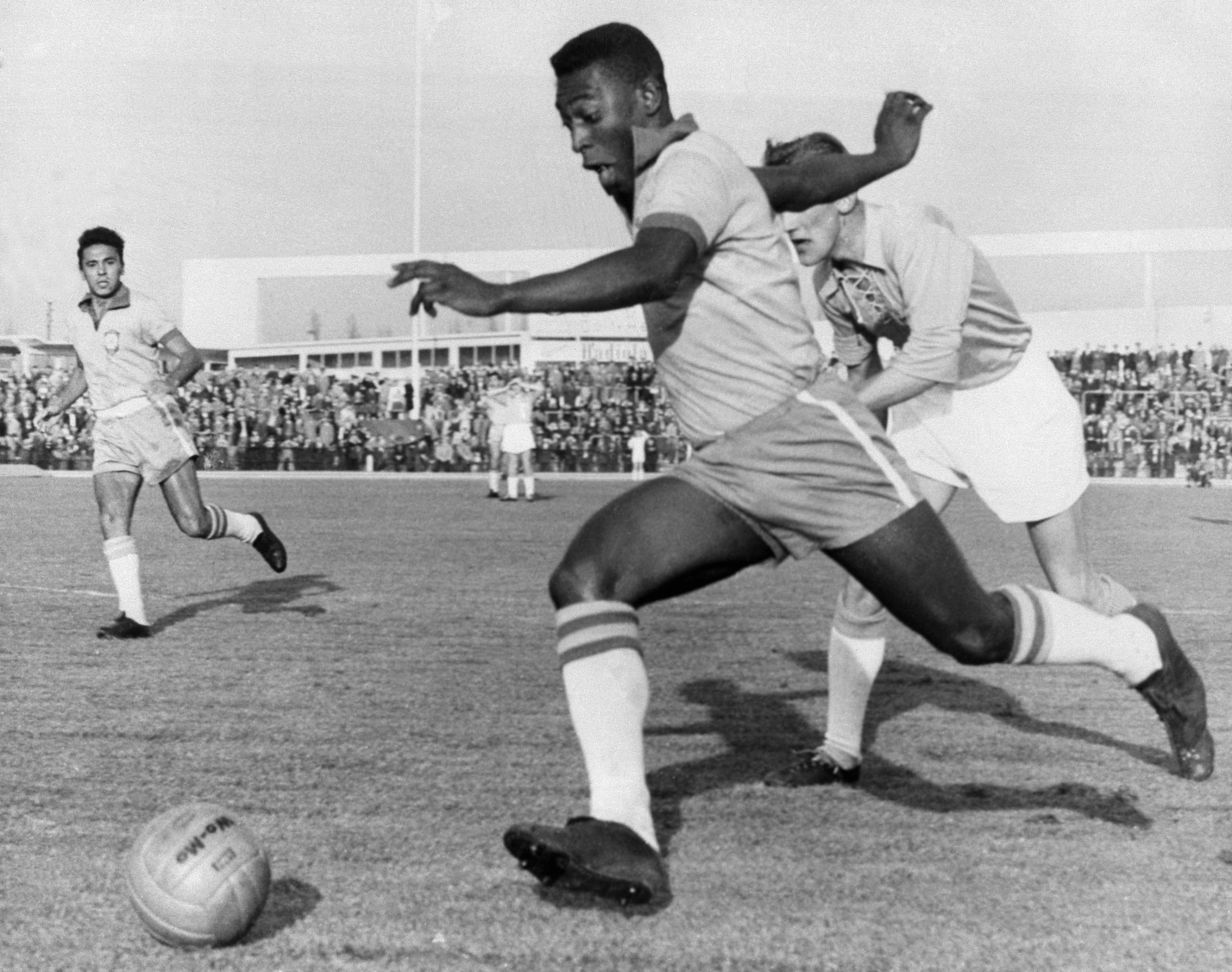
پله با لباس تیم ملی برزیل در حال دریبل زدن یک مدافع، مه ۱۹۶۰

پله یک گلزن قهار بود و توانایی‌اش در پیش‌بینی رفتار و حرکات بازیکنان حریف و به پایان رساندن موقعیت‌ها با یک شوت دقیق و قدرتمند با هر دو پا مشهور بود. پله همچنین یک بازیکن تیمی سخت‌کوش و یک مهاجم تمام عیار، با بینش و هوش استثنایی بود. پاس‌های دقیق و توانایی در ارتباط با هم‌تیمی‌ها و دادن پاس گل به آن‌ها از ویژگی‌های برجستهٔ او بود.
او در اوایل دوران حرفه‌ای خود، در پست‌های هجومی مختلفی بازی می‌کرد. اگرچه او بیشتر در درون محوطهٔ جریمه به‌عنوان یک مهاجم اصلی یا مهاجم مرکزی عمل می‌کرد، اما طیف وسیع مهارت‌های او به او اجازه می‌داد تا در نقش‌های دیگر همچون مهاجم نفوذی یا مهاجم دوم بازی کند. پله در اواخر دوران حرفه‌ای خود، نقش بازی‌سازی عمیق‌تری را در پشت مهاجمان به عهده گرفت و اغلب به‌عنوان هافبک تهاجمی عمل می‌کرد.  سبک بازی منحصر به فرد پله، سرعت، خلاقیت و مهارت فنی را با قدرت بدنی و استقامت ترکیب می‌کرد. تکنیک عالی، تعادل، چابکی و مهارت‌های دریبل‌زنی، او را قادر می‌ساخت که بازیکنان حریف را مغلوب خود کند.
پله علیرغم قد نسبتاً کوتاهش (۱٫۷۳ متر) در نبردهای هوایی به‌دلیل دقت و زمان‌بندی مناسب، برتری داشت. ضربات کات‌دار او شهرت داشت و او در زدن ضربات آزاد و پنالتی نیز موفق بود اما اغلب از زدن پنالتی خودداری می‌کرد و باور داشت که زدن پنالتی، روشی ناجوانمردانه برای گلزنی است.
پله همچنین به‌عنوان بازیکنی منصف و بسیار تأثیرگذار شناخته می‌شد که به‌دلیل رهبری کاریزماتیک و اخلاق ورزشی خود در زمین برجسته بود. در آغوش گرفتن بابی مور پس از بازی برزیل و انگلستان در جام جهانی ۱۹۷۰ به‌عنوان تجسمی از اخلاق ورزشی تلقی شد. پله همچنین به‌دلیل تمایلش به زدن گل‌های مهم در مسابقات مهم، اغلب بازیکنی تعیین‌کننده برای تیم‌هایش بود.

## میراث

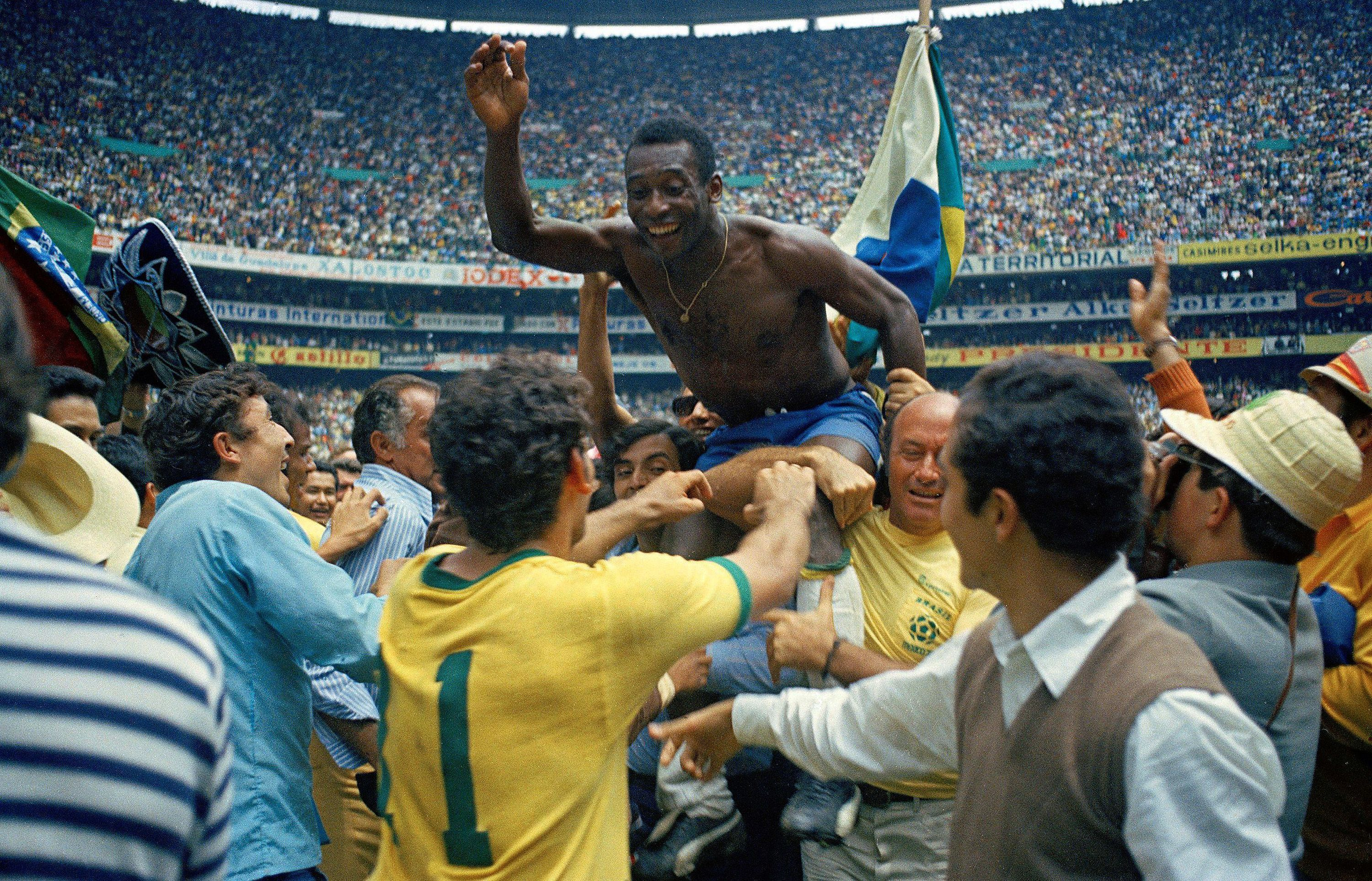
پله پس از پیروزی در فینال جام جهانی فوتبال ۱۹۷۰ در مکزیکوسیتی. او تنها بازیکنی است که سه بار قهرمان جام جهانی شده است.

در میان موفق‌ترین و محبوب‌ترین چهره‌های ورزشی سدهٔ بیستم، پله یکی از ستوده‌شده‌ترین بازیکنان تاریخ فوتبال است و بارها به‌عنوان بهترین بازیکن تاریخ شناخته شده است. پس از ظهور او در جام جهانی ۱۹۵۸، او به او لقب O Rei ("پادشاه") داده شد. یوهان کرایف، ستارهٔ هلندی می‌گوید: پله تنها فوتبالیستی بود که از مرزهای منطق فراتر رفت. کاپیتان برزیل در جام جهانی ۱۹۷۰، کارلوس آلبرتو تورس، اظهار دارد: «او (پله) درک فوق‌العاده‌ای از بازی داشت.» به گفتهٔ توستائو، همبازی پله در جام جهانی ۱۹۷۰: «پله بهترین بود - او بی‌عیب و نقص بود. او خارج از زمین همیشه خندان و شاداب است. هرگز او را بداخلاق نمی‌بینید. او عاشق پله بودن است.» هم‌تیمی برزیلی او کلودالدو در مورد تحسینی که او شاهد آن بوده است اظهار دارد: «در برخی کشورها می‌خواستند او را لمس کنند، در برخی کشورها می‌خواستند او را ببوسند. در برخی دیگر حتی زمینی را که او روی آن راه می‌رفت می‌بوسیدند. به‌نظر من زیبا بود، فقط زیبا.» به گفتهٔ فرانتس بکن‌باوئر، کاپیتان قهرمان جام جهانی ۱۹۷۴ آلمان غربی: «پله بهترین بازیکن تمام دوران است. او ۲۰ سال سلطنت کرد. کسی نیست که با او مقایسه شود.»

## آمار ملی
| تیم   | سال   | مسابقات | مسابقات | دوستانه | دوستانه | مجموع | مجموع | میانگین زدن گل |
| تیم   | سال   | بازی    | گل‌ها    | بازی    | گل‌ها    | بازی  | گل‌ها  | میانگین زدن گل |
| ----- | ----- | ------- | ------- | ------- | ------- | ----- | ----- | -------------- |
| برزیل | ۱۹۵۷  | ۲       | ۲       | ۰       | ۰       | ۲     | ۲     | ۱              |
| برزیل | ۱۹۵۸  | ۴       | ۶       | ۳       | ۳       | ۷     | ۹     | ۱٫۱۳           |
| برزیل | ۱۹۵۹  | ۸       | ۱۱      | ۱       | ۰       | ۹     | ۱۱    | ۱٫۲۲           |
| برزیل | ۱۹۶۰  | ۲       | ۱       | ۴       | ۱       | ۶     | ۲     | ۰٫۸۹           |
| برزیل | ۱۹۶۱  | ۰       | ۰       | ۰       | ۰       | ۰     | ۰     | -              |
| برزیل | ۱۹۶۲  | ۴       | ۴       | ۴       | ۴       | ۸     | ۸     | ۱              |
| برزیل | ۱۹۶۳  | ۲       | ۳       | ۵       | ۴       | ۷     | ۷     | ۰٫۸۸           |
| برزیل | ۱۹۶۴  | ۳       | ۲       | ۰       | ۰       | ۳     | ۲     | ۰٫۶۷           |
| برزیل | ۱۹۶۵  | ۰       | ۰       | ۸       | ۹       | ۸     | ۹     | ۱٫۱۳           |
| برزیل | ۱۹۶۶  | ۲       | ۱       | ۷       | ۴       | ۹     | ۵     | ۰٫۸۵           |
| برزیل | ۱۹۶۷  | ۰       | ۰       | ۰       | ۰       | ۰     | ۰     | -              |
| برزیل | ۱۹۶۸  | ۰       | ۰       | ۷       | ۴       | ۷     | ۴     | ۰٫۶۳           |
| برزیل | ۱۹۶۹  | ۶       | ۶       | ۳       | ۱       | ۹     | ۷     | ۰٫۷۱           |
| برزیل | ۱۹۷۰  | ۶       | ۴       | ۹       | ۴       | ۱۵    | ۸     | ۰٫۵۷           |
| برزیل | ۱۹۷۱  | ۰       | ۰       | ۲       | ۱       | ۲     | ۱     | ۰٫۵۰           |
| برزیل | مجموع | ۴۱      | ۴۳      | ۵۱      | ۳۴      | ۹۲    | ۷۷    | ۰٫۸۴           |

## فیلم‌شناسی
| سال  | عنوان                             | نقش                            | توضیحات                                             | منا.    |
| ---- | --------------------------------- | ------------------------------ | --------------------------------------------------- | ------- |
| ۱۹۶۹ | غریبه‌ها                           | پلینی پمپی                     | سریال تلویزیونی                                     | [ ۲۶ ]  |
| ۱۹۷۱ | بارون اوتلو در باراتو دوس بیلیونز | دکتر آرانتس                    |                                                     | [ ۱۱۸ ] |
| ۱۹۷۲ | مارس                              | چیکو بانداد                    |                                                     | [ ۱۱۹ ] |
| ۱۹۸۱ | فرار به‌سوی پیروزی                 | سرجوخه لوئیس فرناندز           |                                                     | [ ۱۲۰ ] |
| ۱۹۸۳ | یک معجزه کوچک                     | خودش                           | همچنین نام فیلم به‌عنوان «غول‌های جوان» شناخته می‌شود. | [ ۱۲۰ ] |
| ۱۹۸۵ِ | پدرو میکو                         |                                |                                                     | [ ۱۱۹ ] |
| ۱۹۸۶ | شوت داغ                           | سانتوس                         |                                                     | [ ۱۲۰ ] |
| ۱۹۸۶ | تراپالهیس و پادشاه فوتبال         | ناسیمنتو                       |                                                     | [ ۱۲۱ ] |
| ۱۹۸۹ | تنهایی، داستان عاشقانه زیبا       |                                |                                                     | [ ۱۱۹ ] |
| ۲۰۰۱ | مایک باست: مدیر تیم ملی انگلستان  | خودش                           |                                                     | [ ۱۲۰ ] |
| ۲۰۱۶ | پله: تولد یک افسانه               | مردی که در لابی هتل نشسته است. | حضور افتخاری                                        | [ ۱۲۲ ] |

## افتخارات

#### سانتوس
- سری آ برزیل: ۱۹۶۱، ۱۹۶۲، ۱۹۶۳، ۱۹۶۴، ۱۹۶۵، ۱۹۶۸[۳۸]
- جام لیبرتادورس: ۱۹۶۲، ۱۹۶۳[۳۴][۱۲۳]
- جام بین قاره‌ای فوتبال: ۱۹۶۲، ۱۹۶۳[۱۲۴]
- سوپرکاپ قهرمانان بین قاره‌ای: ۱۹۶۸[۱۲۴]
- قهرمانی پائولیستا: ۱۹۵۸، ۱۹۶۰، ۱۹۶۱، ۱۹۶۲، ۱۹۶۴، ۱۹۶۵، ۱۹۶۷، ۱۹۶۸، ۱۹۶۹، ۱۹۷۳[۱۲۵]
- تورنیو ریو–سائوپائولو: ۱۹۵۹، ۱۹۶۳، ۱۹۶۴[۱۲۶]

#### نیویورک کاسموس
- لیگ فوتبال آمریکای شمالی: ۱۹۷۷[۸]
- لیگ فوتبال آمریکای شمالی، مسابقات قهرمانی کنفرانس آتلانتیک: ۱۹۷۷[۸]

#### برزیل
- جام جهانی فوتبال: ۱۹۵۸، ۱۹۶۲، ۱۹۷۰[۱۲۷]
- تاچادو آتلانتیکو: ۱۹۶۰[۱۲۸]
- جام روکا: ۱۹۵۷، ۱۹۶۳[۱۲۹]
- تاچا اسوالدو کروز: ۱۹۵۸، ۱۹۶۲، ۱۹۶۸[۱۳۰]
- کوپا برناردو اوهیگینز: ۱۹۵۹[۳۳]

#### فردی
در دسامبر ۲۰۰۰، پله و مارادونا جایزهٔ بهترین بازیکن قرن فیفا را دریافت کردند. در ابتدا قرار بود این جایزه بر اساس آراء در یک نظرسنجی اینترنتی باشد، اما پس از پایان نظرسنجی مشخص شد یک حملهٔ سایبری توسط هواداران مارادونا صورت گرفته و نتیجه به نفع دیگو مارادونا پایان گرفت. فیفا سپس کمیتهٔ «خانوادهٔ فوتبال» از اعضای فیفا را برای تصمیم‌گیری تعیین کرد و تعیین شد که جایزه بر اساس نظر خوانندگان مجلهٔ فیفا صورت بگیرد. کمیته پله را انتخاب کرد. از آنجایی که مارادونا برندهٔ نظرسنجی اینترنتی بود، تصمیم گرفته شد که او و پله این جایزه را دریافت کنند.
- آقای گل قهرمانی پائولیستا (سائوپالو): ۱۹۵۷، ۱۹۵۸، ۱۹۵۹، ۱۹۶۰، ۱۹۶۱، ۱۹۶۲، ۱۹۶۳، ۱۹۶۴، ۱۹۶۵، ۱۹۶۹، ۱۹۷۳
- بهترین بازیکن جوان جام جهانی فوتبال: ۱۹۵۸
- توپ نقره‌ای جام جهانی فوتبال: ۱۹۵۸
- توپ طلای جام جهانی فوتبال: ۱۹۷۰
- بهترین بازیکن و بهترین گلزن قهرمانی آمریکای جنوبی: ۱۹۵۹
- گل د پلاکا: ۱۹۶۱
- آقای گل سری آ برزیل: ۱۹۶۱، ۱۹۶۳، ۱۹۶۴
- بهترین گلزن جام تنه ریو سائوپالو: ۱۹۶۳
- بهترین گلزن جام بین قاره ای: ۱۹۶۲، ۱۹۶۳
- بهترین گلزن جام لیبرتادورس: ۱۹۶۵
- بهترین گلزن لیگ امریکا
- برنده هفت توپ طلا (۱۹۵۸، ۱۹۵۹، ۱۹۶۰، ۱۹۶۱، ۱۹۶۳، ۱۹۶۴، ۱۹۷۰) در ارزیابی مجدد فرانس فوتبال و فیفا در سال ۲۰۱۶ در مورد جوایز توپ طلا
- پله در دوران فوتبالش موفق به ثبت رکورد ۲۰ عنوان آقای گلی در رقابت های رسمی مختلف شده است‌
- بهترین ورزشکار قرن بیست از سوی کمیته بین المللی المپیک
- برنده جایزه لاروس از دست ماندلا
- برنده جایزه یک عمر خدمات و دستاورد های ورزشی در مراسم دبست
- جز ۱۰۰ نفر برتر مجله تایم
- جز ۱۰۰ نفر مشاهیر برتر قرن
- جز ۱۰۰ نفر مشاهیر برتر تاریخ
- دومین نفر بعد از مایکل جردن در تاریخ ورزش جهان که وارد لیست مشاهیر مارکا شد
- جایزه افتخاری شوالیه امپراطوری بریتانیا به خاطر فعالیت های بشر دوستانه از دست ملکه الیزابت دوم
- سفیر صلح جهانی فیفا در قرن بیست
- اولین فوتبالیست تاریخ که وارد لیست مشاهیر مارکا شد

## درگذشت
پله در تاریخ ۲۹ دسامبر ۲۰۲۲ (برابر با ۹ دی ۱۴۰۱) در سن ۸۲ سالگی درگذشت. او از سال ۲۰۲۱ تحت معالجهٔ سرطان رودهٔ بزرگ قرار داشت.